# Czelabińsk (meteoryt)
Czelabińsk – (Chelyabinsk) oficjalna nazwa fragmentów meteoroidu, który 15 lutego 2013 wszedł w atmosferę Ziemi. Lecący przez atmosferę superbolid spowodował znaczne straty uszkadzając ponad siedem tysięcy budynków i pośrednio powodując obrażenia u około 1500 osób (głównie spowodowane przez fragmenty rozbitych szyb). Odnalezione fragmenty meteorytu należą do chondrytów zwyczajnych.

## Meteoroid
Meteoroid należał do grupy Apolla. Jego średnica przed wejściem w atmosferę szacowana jest na około siedemnaście metrów, a masa na około dziesięć tysięcy ton. Obiekt uderzył w atmosferę ziemską z kierunku wschodniego i rozpadł się na wysokości 15 do 25 kilometrów.

## Nazwa
Nazwa meteorytu została przyjęta 18 marca 2013, początkowo proponowano aby nosił on nazwę Czebarkul od miasta Czebarkul leżącego przy jeziorze o tej samej nazwie, gdzie znaleziono pierwsze niewielkie fragmenty meteorytu.

## Skład i klasyfikacja
Meteoryt został sklasyfikowany jako chondryt zwyczajny. Wstępna analiza jego składu wskazuje na zawartość około 10% żelaza meteorytowego, a także obecność oliwinów i siarczków.
W 2014 w meteorycie odnaleziono fragmenty jadeitu, które wskazują na to, że około 290 milionów lat temu meteoroid zderzył się ze znacznie większym meteoroidem z prędkością wynoszącą około 0,4–1,5 km/s.  W momencie zderzenia doszło do wyzwolenia znacznej energii i temperatura bolidu wzrosła miejscami do przynajmniej 1700–2000 °C co doprowadziło do powstania między innymi jadeitu.

## Odnalezione fragmenty
Według relacji świadków jeden z większych odłamków wpadł do jeziora Czebarkul, wybijając w zamarzniętej tafli lodowej jeziora przerębel o średnicy około ośmiu metrów; wokół przerębla znaleziono leżące na lodzie czarne mineralne okruchy o rozmiarach do jednego centymetra. Ponieważ jednak wysłani na miejsce zdarzenia nurkowie nie znaleźli większych odłamków meteorytu, dopuszcza się przypuszczenie, że przerębel mogła powstać na skutek „innych przyczyn”. W dnie jeziora znaleziono kratery, które mogły być zrobione przez upadające fragmenty, ale z powodu trudnych warunków panujących na dnie jeziora dotychczas (27 lutego 2013) nie znaleziono jeszcze w nich żadnych kawałków meteorytu.
Liczne fragmenty zostały także znalezione na obszarach na zachód od Czelabińska. Okoliczni mieszkańcy zebrali wiele fragmentów meteorytu, często znajdowane w zaspach śnieżnych były one bardzo łatwe do odkrycia, jako że upadając pozostawiły za sobą widoczny ślad w śniegu.
Początkowo odnaleziono ponad sto niewielkich fragmentów, z czego największy kawałek ważył ponad jeden kilogram; łączna masa fragmentów w połowie marca 2013 określona była na około sto kilogramów. W kolejnych miesiącach znajdowano szereg fragmentów ważących do kilku kilogramów. 16 października 2013 z jeziora Czebarkul wydobyto kamień o masie wynoszącej 570 kg, który najprawdopodobniej jest częścią meteorytu.
Fragmenty meteorytu mogą osiągnąć dużą wartość kolekcjonerską, według ekspertów jeden gram materiału pochodzącego z tego meteorytu może być warty ponad dwa tysiące dolarów.